# Похищение детей — это не смешно
Похищение детей — это не смешно (англ. Child Abduction Is Not Funny) — эпизод 611 (№ 90) сериала «Южный парк», его премьера состоялась 24 июля 2002 года.

## Сюжет
Новости говорят о новых случаях похищения детей. Родители нанимают Туонг Лу Кима, владельца китайского ресторана, чтобы он построил защитную стену вокруг города. Тот возмущается на тему того, что они думают стереотипами, но в итоге соглашается и в короткий срок возводит сооружение. На стену немедленно начинают нападать монголы, и Туонг Лу Ким начинает активную борьбу с ними. Родители из-за влияния новостей всё больше начинают не доверять своим знакомым и друзьям, а впоследствии и себе. Они отправляют детей из города, дети уходят и присоединяются к монголам. Но потом родители осознают, что были не правы и даже утверждают правоту монголов.

## Пародии
- Нападение монголов на стену вокруг города сразу после её постройки — это пародия на распространнёное мнение, что основное предназначение Великой китайской стены — это защита от монгольских завоевателей-кочевников.
- Сцена с похищением Твика «духом доброты», возможно, пародирует сериал «Скуби-Ду» — когда его арестовывают, похититель говорит «И мне бы это снова удалось, если бы не вы, мерзкие полицейские!».
- Сам «Дух Доброты» является пародией на одного из духов рождества (Духа Настоящего Рождества) из «Рождественской истории».
- Момент, когда Лу Ким стреляет в монголов из базуки и говорит «Say hello to my little friend», является отсылкой к фильму «Лицо со шрамом».
- Фраза мэра «Мистер Лу Ким, сломайте эту стену» — пародия на знаменитое выступление Рональда Рейгана 12 июня 1987 года перед Бранденбургскими воротами в Берлине, в котором он обращался к Михаилу Горбачёву с призывом демонтировать Берлинскую стену.

## Факты
- В пиццерии, где дети празднуют победу в бейсбол у самих себя, на заднем плане виден Нед, играющий в видеоигру «Thirst for blood». Вокруг этой игры был построен сюжет серии «Полотенчик»; также она появлялась в серии «Освободите Виллзиака».
- В этой серии появляются родители Мистера Маки.